# Ambassade de Lituanie en France
L'ambassade de Lituanie en France est la représentation diplomatique de la république de Lituanie auprès de la République française. Elle est située 22, boulevard de Courcelles dans le 17e arrondissement de Paris, la capitale du pays. Son ambassadeur est, depuis 2024, Arnoldas Pranckevičius.

## Histoire

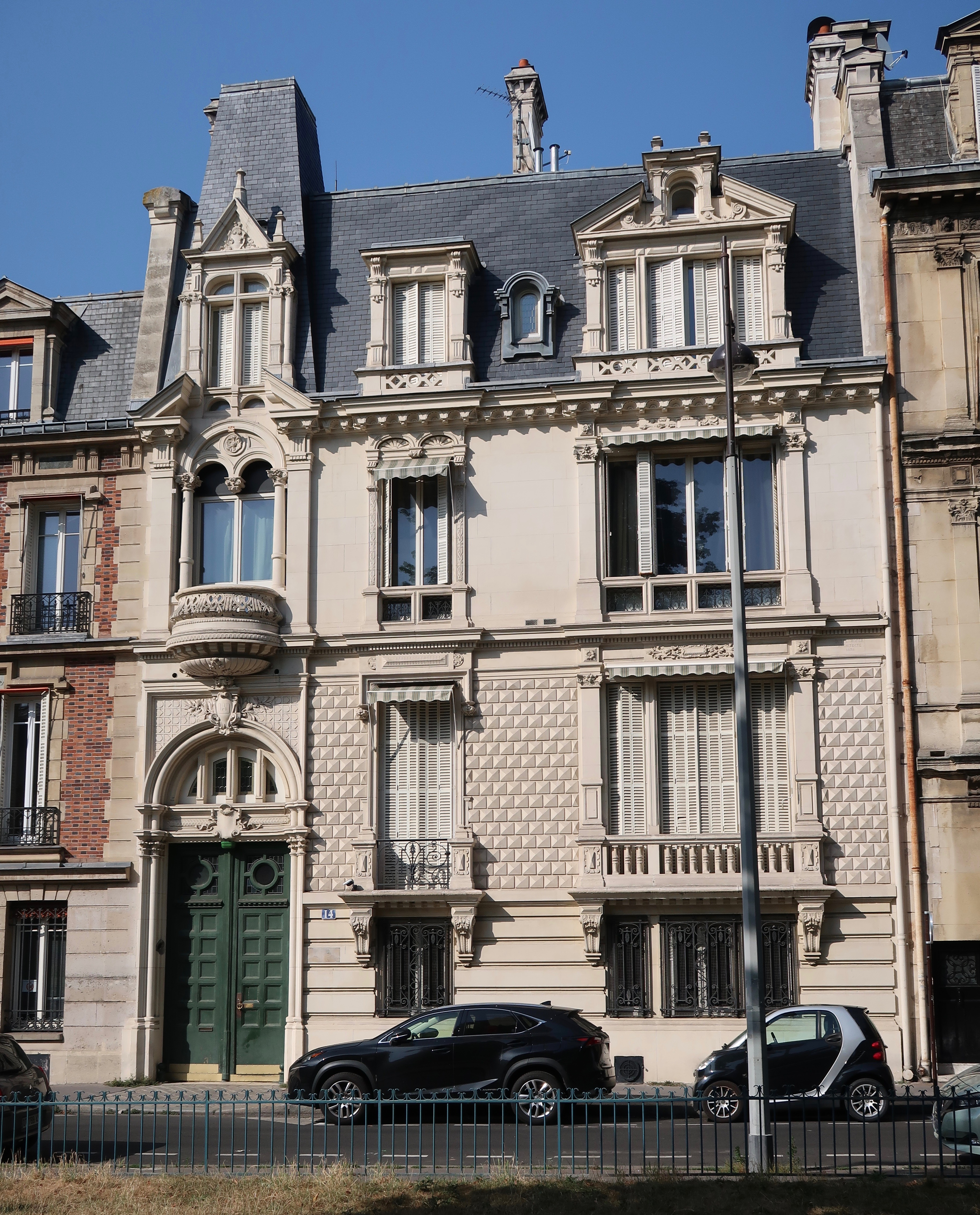
Le 14 place du Général-Catroux.

Une première légation lituanienne fut ouverte entre 1925 et 1940, au sein de l'hôtel Fournier, 14 de la place Malesherbes (devenue la place du Général-Catroux en 1977). Celle-ci est cédée à l'Union soviétique en 1940,. Le jardin de la Lituanie, situé sur une partie des jardins de la place, perpétue aujourd’hui le souvenir de cette ancienne ambassade ; le jardin est inauguré en 2024, en présence de plusieurs personnalités, dont le président de la république de Lituanie et la maire de Paris,,.
Fin 1991, après la chute de l'URSS, la France met provisoirement à disposition des ambassades de l'Estonie, de Lettonie et de Lituanie un bâtiment situé 14 boulevard Montmartre (9e arrondissement) : la légation du premier pays occupe cinq pièces du dernier étage alors que les deux autres se partagent celui du dessous.
Elle occupe aujourd'hui un bâtiment du boulevard de Courcelles, dans le 17e arrondissement de Paris.

## Liste des ambassadeurs
| Date de nomination | Date de nomination | Date de remise des lettres de créance | Date de remise des lettres de créance | Ambassadeur                 |
| ------------------ | ------------------ | ------------------------------------- | ------------------------------------- | --------------------------- |
| ?                  |                    | 3 février 1992                        | [ JORF 1 ]                            | Osvaldas Balakauskas        |
| ?                  |                    | 7 décembre 1994                       | [ JORF 2 ]                            | Richard Backis              |
| ?                  |                    | 6 avril 1998                          | [ JORF 3 ]                            | Asta Skaisgiryte-Liauskiene |
| ?                  |                    | 18 décembre 2003                      | [ JORF 4 ]                            | Giedrius Cekuolis           |
| ?                  |                    | 2 octobre 2009                        | [ JORF 5 ]                            | Jolanta Balčiūnienė (en)    |
| ?                  |                    | 31 octobre 2014                       | [ JORF 6 ]                            | Dalius Čekuolis (en)        |
| ?                  |                    | 10 décembre 2019                      | [ JORF 7 ]                            | Nerijus Aleksiejūnas (d)    |
| 14 août 2024       |                    | 17 septembre 2024                     | [ JORF 8 ]                            | Arnoldas Pranckevičius      |